# Dominique Salvo-Cellario
Pour les articles homonymes, voir Salvo (homonymie).
Dominique Salvo-Cellario (monégasque : Dume̍nica Salvo-Cellario), née le 9 juillet 1950, est une linguiste monégasque spécialiste de la langue nationale de la principauté.

## Biographie
Dominique Salvo-Cellario est une linguiste spécialiste du monégasque,.
Elle est en particulier connue pour avoir traduit plusieurs tomes des Aventures de Tintin en monégasque, en commençant par Les Bijoux de la Castafiore,, puis en publiant Le Secret de La Licorne et Le Trésor de Rackham le Rouge,.